# Nestor Ducó
Mario Nestor Ducó (Buenos Aires, Argentina; 1932 - Idem; 14 de octubre de 2014)  fue un actor de cine, radio, teatro y televisión argentino.

## Trayectoria
Actor de reparto, se inició en la actuación en la década de 1960 en el teatro. Realizó estudios de arte escénico con Hedy Crilla, Pablo Palant, Israel Wisniack y estudios de canto y foniatría con Catalina Hadis, Celia Kneller y Susana Naidich, además de seminarios con Franklin Caicedo y Agustín Alezzo. 
Perteneció al teatro La Máscara donde intervino en obras de Carlos Gorostiza, Dostoievsky, Irvin Shaw y Levene, con dirección de Gorostiza y Pedro Escudero. Participó en varias temporadas de teatro al aire libre organizado por la Municipalidad de Buenos Aires, en espectáculos dirigidos por: Néstor Nocera, Juan Silbert, Julio Baccaro, José María Vilches, Mario Rolla, etc. 
En cine, intervino en la película de 1972 La ñata contra el vidrio y en el cortometraje La resistencia, esta última con dirección y guion de Daniel Pires Mateus con Juan Carlos Puppo y Humberto Serrano; en El desquite, de 1983, de Juan Carlos Desanzo, protagonizado por Rodolfo Ranni, Silvia Montanari y Julio De Grazia. Se despidió de la pantalla grande con el cortometraje Vida nueva, de 2013, junto a Amanda Busnelli y Fernando Dente.
En teatro se lució en decenas de obras como El conventillo de la Paloma, en 1998, de Alberto Vacarezza, junto Beatriz Bonet, María Rosa Fugazot, María Leal, Elena Lucena, Mario Alarcón, Rafael Carret, Onofre Lovero, Aldo Bigatti, Mario Labardén, Tony Spina, Pachi Armas y Rubén Stella). Formó parte del elenco de Gli amori de Ampolo e di Dafne (Metamorfosis de los sueños y las pasiones) ópera de Cavalli-Busenello, una coproducción del Kunsten Festival des Arts, Musiektheater Transparant, Concergebouw Brugge y Productiehuis Rótterdam, bajo la dirección de Beatriz Catani y Gabriel Garrido, representada en Brujas y Bruselas (Bélgica) y Rótterdam (Holanda) 
En televisión intervino en varios teleteatros para la familia, comedias y telenovelas.
En 2006, participó del ciclo organizado por Argentores: Radioteatro para aplaudir, en la obra Bombones para Dorita, de Jorge Luis Suárez. Dirigido por Julio Baccaro.
En 2010, trabajó en el documental Birografía, de Jorge Luis Suárez, dirigido por Martín García Roldán, producido por Artfilms y la fundación Biro, sobre la vida y obra de Ladislao Biro. Se presentó como documental en el Centro Cultural Recoleta, como parte de la exposición de inventos de Biro, con la presencia de su hija: Mariana Biro, el director de Cultura, Hernán Lombardi, y el embajador de Hungría. Con la conducción de Boy Olmi.
Del 2009 al 2011 trabajó en el radioteatro Greta, una mujer más, escrito por Jorge Luis Suárez, para el ciclo radial conducido por Liliana Serantes, en AM 1450 Radio El Sol, donde participó la primera actriz María Aurelia Bisutti. En el mismo ciclo realizó el radioteatro "Medialunas para dos" también de Suárez, donde protagonizó, junto a Beatriz Taibo, una historia de amor de dos personas mayores. 
Durante ocho años formó parte estable de Las Dos Carátulas de Radio Nacional. 
Ducó falleció luego de una larga lucha contra una enfermedad el 14 de octubre de 2014 a los 83 años. Sus restos descansan en el panteón de la Asociación Argentina de Actores del Cementerio de la Chacarita.

## Premios
El 27 de agosto de 2012, en el Teatro Tabarís, la Fundación SAGAI le entregó el premio «Reconocimiento a la Trayectoria 2012» a figuras del medio audiovisual mayores de 80 años.

## Filmografía
- 2013: Historias Breves VIII: Vida nueva (cortometraje).
- 2009:  Las manos. (Película de Alejandro Doria sobre la vida del padre Mario)
- 1983: El desquite.
- 1972: La resistencia (cortometraje).
- 1972: La ñata contra el vidrio

## Televisión
- 1982: Las 24 horas (Ep. Veinticuatro horas antes del papá).
- 1982: Nosotros y los miedos.
- 1981: Los especiales de ATC.
- 1974: Siempre te amaré.
- 1972/1974: Malevo.
- 1971: Nacido para odiarte.
- 1971: El Teleteatro de Alberto Migré.
- 1970/1973: Alta Comedia.
- 1970: Años de amor y coraje.
- 1969: Nuestra galleguita.
- 1969: El hombre que volvió de la muerte
- 1965: Su comedia favorita.

## Teatro
- Jettatore...! (2012/2013)
- Necrodrama sobre Alejandra Pizarnik (2012)
- El círculo (2011/2012)
- Voces de Familia (2010)
- El Vampiro (2009/2011)
- Proyecto Necrodrama (2007)
- Messa da Réquiem (2007)
- Giovanni Papini (Radiograma en tres tiempos) (2007)
- Las de Barranco (2004)
- El Deseo atrapado por la cola (2004)
- Don Chicho (2004)
- La granada (2003)
- Edilicia (Acción teatral electrodoméstica para vecinos y bolsas de basura) (2002)
- Nadar en tierra (2001/2002)
- Ricardo III (1997)
- El burgués, gentilhombre (1982)[5]
- No es cordero... Que es cordera (Noche de reyes) (1958)